# Ipuć (stacja kolejowa)
Ipuć (biał. Іпуць; ros. Ипуть) – stacja kolejowa w miejscowości Ipuć, w rejonie homelskim, w obwodzie homelskim, na Białorusi. Położona jest na wschodniej obwodnicy kolejowej Homla.